# École normale supérieure de París-Saclay

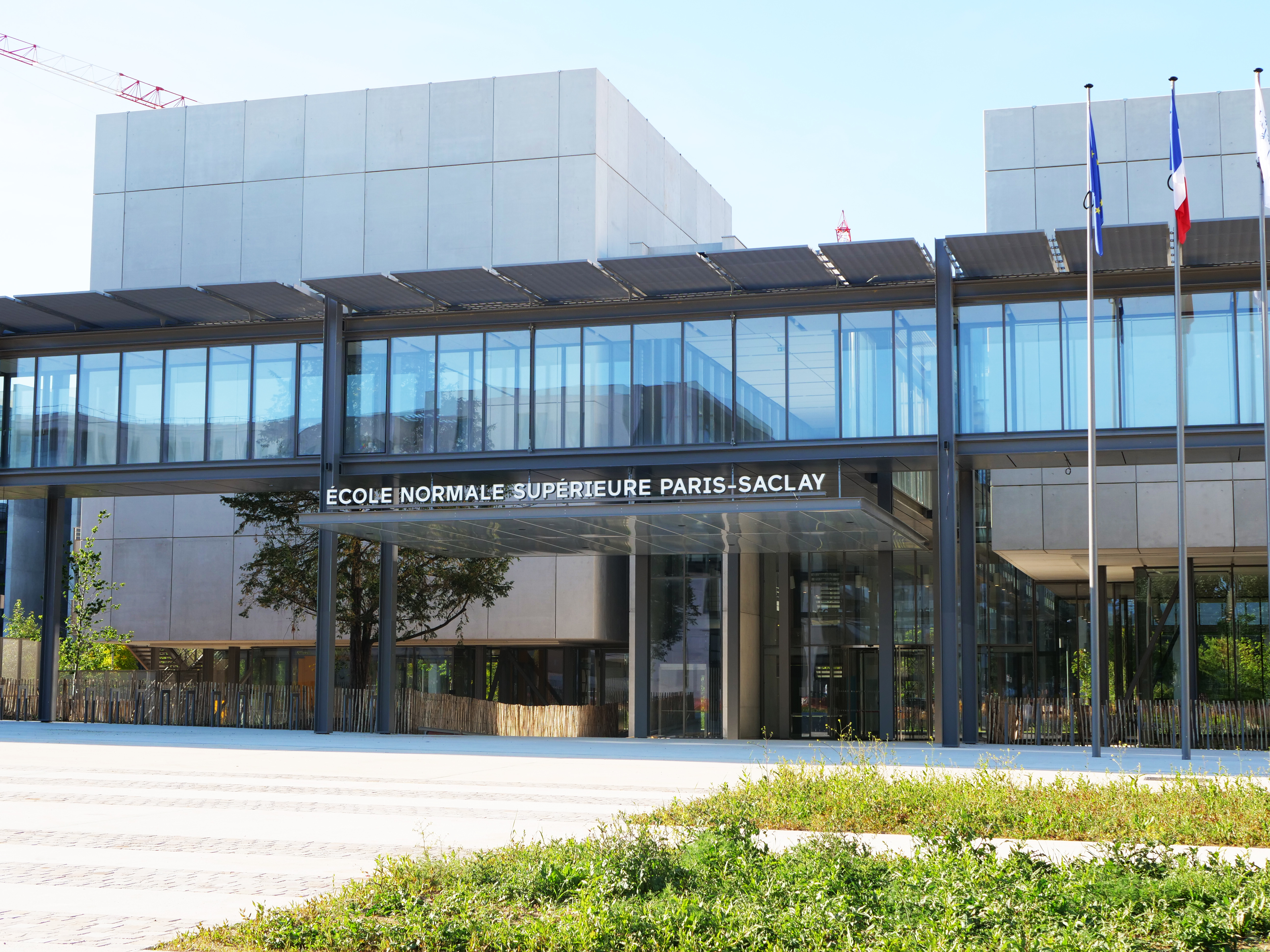

La Escuela normal superior París-Saclay (en francés: École normale supérieure Paris-Saclay, también conocida como ENS Paris-Saclay o Normale Sup' Paris-Saclay ), anteriormente ENS Cachan, es una grandes escuelas francesas y miembro constituyente de la Universidad Paris-Saclay . Fue establecida en 1892. Se encuentra en Gif-sur-Yvette dentro del departamento de Essonne, cerca de París, Isla de Francia, Francia.
La ENS Paris-Saclay es una de las grandes escuelas francesas más prestigiosas y selectivas. Como todas las demás grandes escuelas, esta institución de educación superior de élite no está incluida en el marco general de las universidades públicas francesas. Junto con la Escuela Normal Superior, ENS Lyon y ENS Rennes, la escuela pertenece a la red informal de Escuela Normal Superior francesa, formando el nivel superior de investigación y educación en el sistema de educación superior francés.
En 2014, la ENS Paris-Saclay se convirtió en miembro fundador de la Universidad Paris-Saclay, una iniciativa para integrar y combinar recursos de diferentes grandes escuelas, universidades públicas e instituciones de investigación.
La escuela se mudó en 2019 a un nuevo campus ubicado en la comuna de Gif-sur-Yvette en la meseta de Saclay, el "Silicon Valley" de Francia, donde estará cerca de otros miembros del clúster empresarial y de investigación intensiva de Paris-Saclay .

## Introducción

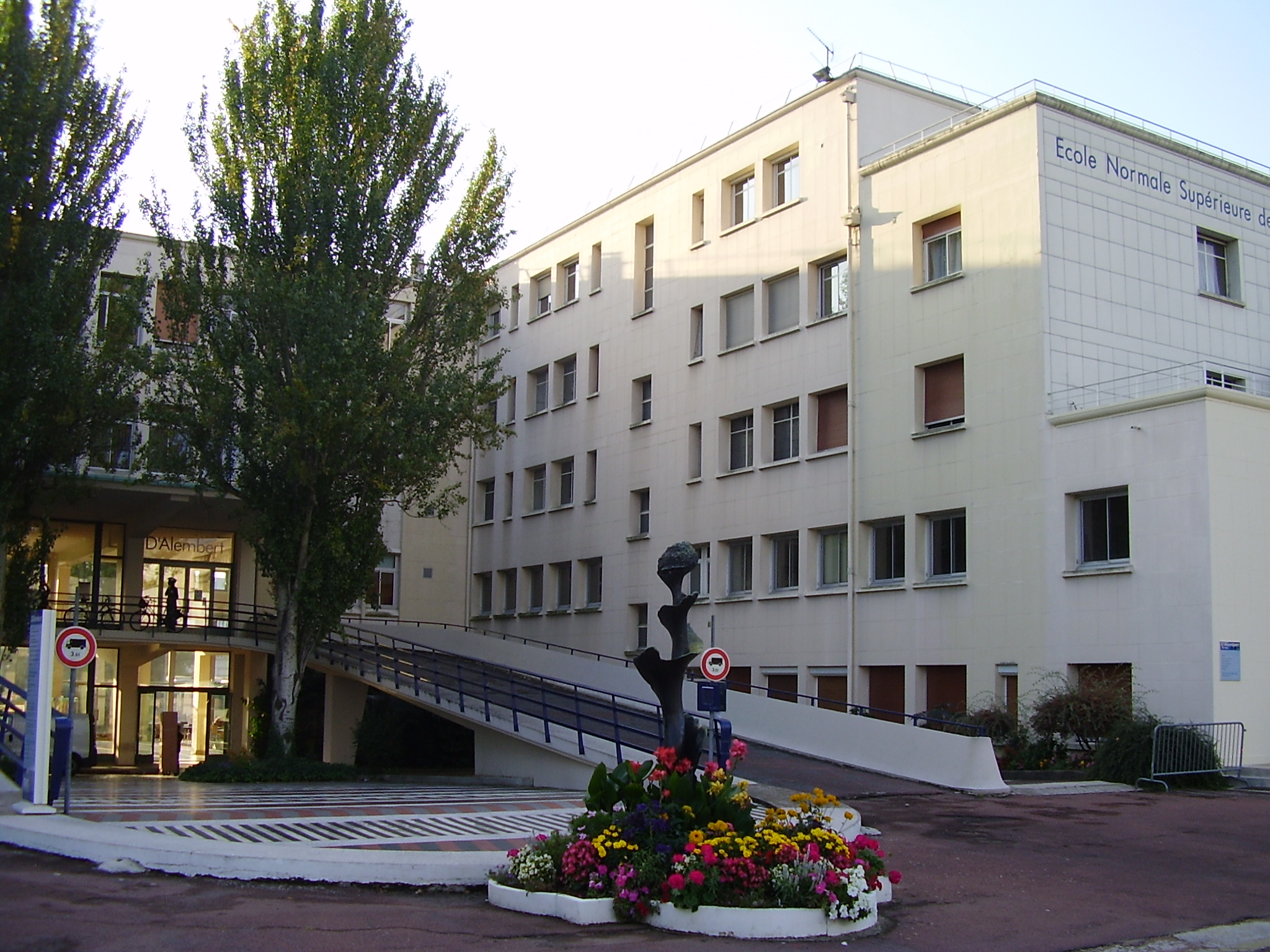
Antigua ubicación de ENS Paris-Saclay en Cachan, edificio d'Alembert

École normale supérieure Paris-Saclay es una Grande École, una institución francesa de educación superior que está separada, pero paralela y conectada al marco principal del sistema universitario público francés . Al igual que la Ivy League en los Estados Unidos, Oxbridge en el Reino Unido y la C9 League en China, las Grandes Écoles son instituciones académicas de élite que admiten estudiantes a través de un proceso muy competitivo. Las Grandes Écoles suelen tener clases y cuerpos estudiantiles mucho más pequeños que las universidades públicas en Francia, y muchos de sus programas se imparten en inglés. Si bien la mayoría de las Grandes Écoles son más caras que las universidades francesas, la École normale supérieure Paris-Saclay cobra las mismas tasas de matrícula: 243 € anuales para el máster en 2021/2022. Las prácticas internacionales, las oportunidades de estudiar en el extranjero y los estrechos vínculos con el gobierno y el mundo empresarial son un sello distintivo de las Grandes Écoles . Los títulos de École normale supérieure están acreditados por la Conférence des Grandes Écoles  y otorgados por el Ministerio de Educación Nacional (Francia) ( en francés: Le Ministère de L'éducation Nationale   ). Los alumnos pasan a ocupar puestos de élite dentro del gobierno, la administración y las empresas corporativas en Francia.
La misión principal de la ENS Paris-Saclay es formar académicos de primera clase, pero también es un punto de partida para carreras administrativas públicas o ejecutivas privadas. Recluta principalmente de las competitivas clases preparatorias (ver también Grandes Escuelas ). Los estudiantes de la ENS Paris-Saclay que aprueban el examen de ingreso son funcionarios y se les conoce como normales. Los normales reciben un salario mensual (alrededor de € 1300) del gobierno francés y deben tener una carrera académica o trabajar para una administración pública francesa durante seis años después de completar su plan de estudios de cuatro años en la ENS. La ENS Paris-Saclay también admite a otros estudiantes universitarios; estos últimos no están obligados a trabajar para una administración pública francesa pero tampoco son remunerados.
Los estudiantes siguen el plan de estudios universitario estándar (licencia, máster y, en la mayoría de los casos, doctorado). Se les anima -aunque no es obligatorio- a presentarse al examen competitivo de Concurso de agregación en Francia .
Hay 17 departamentos: los departamentos científicos de Biología, Matemáticas, Informática, Física Fundamental, Química; los departamentos de ingeniería de Electrónica, Ingeniería Mecánica, Ingeniería Civil; Economía y Gestión, Ciencias Sociales, Idiomas, Diseño.
La ENS Paris-Saclay coopera con muchas universidades extranjeras, por ejemplo, en programas de intercambio de estudiantes. Uno de ellos es MONABIPHOT desarrollado en cooperación con la Universidad Politécnica de Breslavia en Polonia, Complutense o la Universidad Carlos III de Madrid en España, MIT, Oxford, Humboldt .

## Admisión
La admisión a la ENS Paris-Saclay como normalidad se realiza a través de un examen de ingreso altamente competitivo y requiere al menos dos años de preparación después de la escuela secundaria en Clases preparatorias (Scientific (BCPST, MPSI, PCSI.), Literario ( B/L ) y Business (Economía y Gestión)). La ENS Paris-Saclay recluta cada año 360 normales y 800 estudiantes en busca de títulos.

## Plan de estudios
Aunque los normales siguen el plan de estudios universitario normal, tienen la oportunidad de continuar sus estudios en otras Grandes Escuelas como el Instituto de Estudios Políticos de París, HEC, École polytechnique y ENSAE sin tener que tomar un examen de ingreso (o solo una parte). Los normaliens pueden incorporarse a los <i id="mwcw">Grandes Cuerpos Técnicos de Estado</i> o preparar la prueba de acceso a la ENA .